# (13284) 1998 QB52
A (13284) 1998 QB52 a Naprendszer kisbolygóövében található aszteroida. A LINEAR projekt keretében fedezték fel 1998. augusztus 17-én.